# Olympische Sommerspiele 1972/Schwimmen – 400 m Freistil (Männer)
Der Schwimmwettkampf über 400 Meter Freistil der Männer bei den Olympischen Spielen 1972 in München wurde am 1. September ausgetragen.

## Ergebnisse

### Vorläufe

#### Vorlauf 1
| Rang | Athlet                    | Nation         | Zeit (min) | Anm. |
| ---- | ------------------------- | -------------- | ---------- | ---- |
| 1    | Gunnar Larsson            | Schweden       | 4:09,88    |      |
| 2    | Ton van Klooster          | Niederlande    | 4:11,72    |      |
| 3    | Guillermo García          | Mexiko         | 4:15,33    |      |
| 4    | Alain Charmey             | Schweiz        | 4:18,25    |      |
| 5    | Bruce Robertson           | Kanada         | 4:20,31    |      |
| 6    | Neil Dexter               | Großbritannien | 4:24,80    |      |
| 7    | Kamal Kenawi Ali Moustafa | Ägypten        | 4:24,97    |      |

#### Vorlauf 2
| Rang | Athlet                   | Nation         | Zeit (min) | Anm.  |
| ---- | ------------------------ | -------------- | ---------- | ----- |
| 1    | Bengt Gingsjö            | Schweden       | 4:06,59    | OR, Q |
| 2    | Hans Fassnacht           | BR Deutschland | 4:09,23    |       |
| 3    | Udo Poser                | DDR            | 4:09,62    |       |
| 4    | Peter Rosenkranz         | BR Deutschland | 4:14,01    |       |
| 5    | Tomás Becerra            | Kolumbien      | 4:20,78    |       |
| 6    | Dae Imlani               | Philippinen    | 4:24,01    |       |
| 7    | Dimitrios Theodoropoulos | Griechenland   | 4:30,54    |       |

#### Vorlauf 3
| Rang | Athlet              | Nation             | Zeit (min) | Anm.  |
| ---- | ------------------- | ------------------ | ---------- | ----- |
| 1    | Steven Genter       | Vereinigte Staaten | 4:05,89    | OR, Q |
| 2    | Anders Bellbring    | Schweden           | 4:08,38    |       |
| 3    | Alexander Samsonow  | Sowjetunion        | 4:11,46    |       |
| 4    | Wolfram Sperling    | DDR                | 4:14,73    |       |
| 5    | Sverre Kile         | Norwegen           | 4:20,86    |       |
| 6    | José Luis Prado     | Mexiko             | 4:22,31    |       |
| 7    | Friðrik Guðmundsson | Island             | 4:26,25    |       |

#### Vorlauf 4
| Rang | Athlet                | Nation         | Zeit (min) | Anm.  |
| ---- | --------------------- | -------------- | ---------- | ----- |
| 1    | Brad Cooper           | Australien     | 4:04,59    | OR, Q |
| 2    | Werner Lampe          | BR Deutschland | 4:04,80    | Q     |
| 3    | Ralph Hutton          | Kanada         | 4:09,27    |       |
| 4    | Władysław Wojtakajtis | Polen          | 4:16,04    |       |
| 5    | Alfredo Machado       | Brasilien      | 4:18,05    |       |
| 6    | Arnaldo Cinquetti     | Italien        | 4:19,49    |       |
| 7    | Gustavo González      | Argentinien    | 4:21,22    |       |

#### Vorlauf 5
| Rang | Athlet          | Nation             | Zeit (min) | Anm. |
| ---- | --------------- | ------------------ | ---------- | ---- |
| 1    | Rick DeMont     | Vereinigte Staaten | 4:05,70    | Q    |
| 2    | Graham Windeatt | Australien         | 4:05,92    | Q    |
| 3    | Gerardo Vera    | Venezuela          | 4:11,37    |      |
| 4    | Jorge Delgado   | Ecuador            | 4:12,29    |      |
| 5    | Mark Treffers   | Neuseeland         | 4:14,10    |      |
| 6    | Antonio Corell  | Spanien            | 4:17,81    |      |
| 7    | Jo O-ryeon      | Südkorea           | 4:21,78    |      |

#### Vorlauf 6
| Rang | Athlet            | Nation             | Zeit (min) | Anm. |
| ---- | ----------------- | ------------------ | ---------- | ---- |
| 1    | Tom McBreen       | Vereinigte Staaten | 4:06,09    | Q    |
| 2    | Brian Brinkley    | Großbritannien     | 4:06,44    | Q    |
| 3    | Graham White      | Australien         | 4:08,29    |      |
| 4    | Ron Jacks         | Kanada             | 4:16,08    |      |
| 5    | Wiktor Aboimow    | Sowjetunion        | 4:17,04    |      |
| 6    | Klaus Dockhorn    | DDR                | 4:17,98    |      |
| 7    | Guillermo Pacheco | Peru               | 4:18,78    |      |
| 8    | François Deley    | Belgien            | 4:24,73    |      |

### Finale
| Rang | Athlet          | Nation             | Zeit (min) | Anm. |
| ---- | --------------- | ------------------ | ---------- | ---- |
| 1    | Brad Cooper     | Australien         | 4:00,27    | OR   |
| 2    | Steven Genter   | Vereinigte Staaten | 4:01,94    |      |
| 3    | Tom McBreen     | Vereinigte Staaten | 4:02,64    |      |
| 4    | Graham Windeatt | Australien         | 4:02,93    |      |
| 5    | Brian Brinkley  | Großbritannien     | 4:06,69    |      |
| 6    | Bengt Gingsjö   | Schweden           | 4:06,75    |      |
| 7    | Werner Lampe    | BR Deutschland     | 4:06,97    |      |
|      | Rick DeMont     | Vereinigte Staaten | 4:00,26    | DSQ  |